# Paseo de Cánovas
El paseo de Cánovas es un parque público situado en la avenida de España de la ciudad española de Cáceres. En la organización territorial de la ciudad, ocupa el centro del barrio de Cánovas, al que da nombre, dentro del Distrito Centro-Casco Antiguo.
Es una alameda construida a finales del siglo XIX. Es muy conocida en la ciudad por hallarse en pleno centro del área comercial, pues es sede habitual de diversos actos culturales a lo largo del año.
Recibe su nombre en honor a Antonio Cánovas del Castillo, político español que presidió varias veces el Consejo de Ministros durante la Restauración y que fue asesinado dos años después de inaugurarse el parque.

## Historia
Fundado originalmente a finales del siglo XIX con el nombre de "Paseo de San Juan del Puerto", la función del paseo de Cánovas era inicialmente unir la parte antigua de la ciudad con el barrio moderno que se estaba empezando a construir más al sur. Para ello, se decidió unir la calle San Antón, desde su punto final situado en el hospital provincial de 1892, con la primera estación de ferrocarril de la ciudad situada en la actual avenida Isabel de Moctezuma. En aquella época, en la avenida de España solo acompañaban al hospital el Hogar de las Hermanitas de los Pobres y el Parador del Carmen. El municipio de Cáceres contaba entonces con unos quince mil habitantes, lejos de los casi cien mil que tiene en la actualidad.

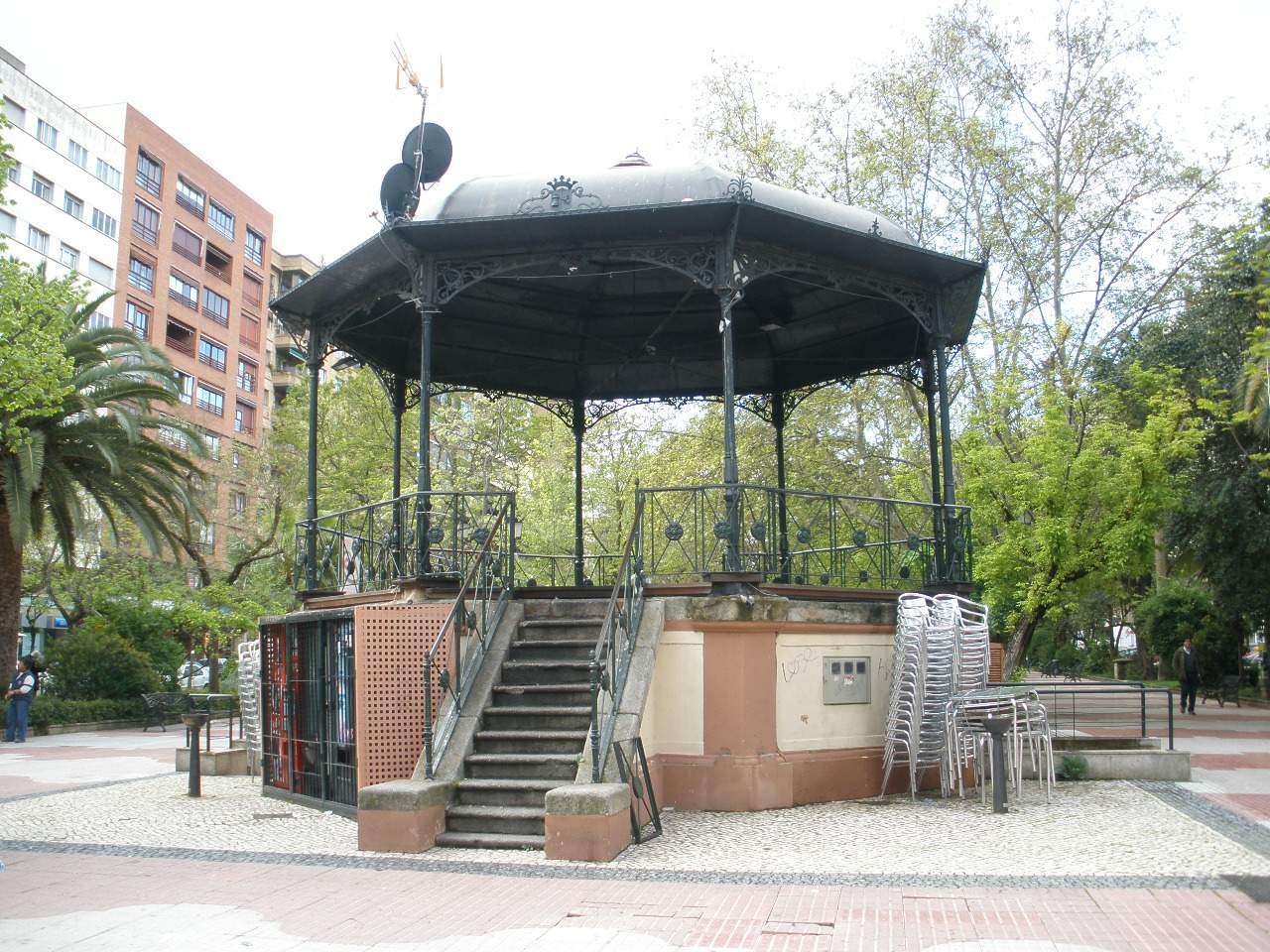
Templete de música en el centro del paseo, construido en 1887.

La construcción del paseo de Cánovas permitió a lo largo del siglo XX construir la actualmente importante avenida de España, con gran cantidad de edificios a ambos lados del paseo. En la primera mitad del siglo XX, la avenida se dedicó a la construcción de chalés; actualmente queda en pie frente al paseo el Chalé de los Málaga, declarado bien de interés cultural, pero la mayoría de los demás edificios antiguos fueron derribados en la década de 1980. A lo largo de la segunda mitad del siglo XX se le dio el aspecto comercial a la calle mediante la construcción de bloques de viviendas y oficinas frente a ambos laterales del paseo; esto supuso un cambio radical en la concepción del paseo, ya que se diseñó como un espacio rústico-natural junto al que solo iba a haber edificios de poca altura.

## Características
No destaca por tener plantas de gran interés botánico, ya que la construcción masiva de edificios altos en sus inmediaciones ha impedido que las plantas originales hayan sobrevivido hasta la actualidad. Los vegetales más antiguos son algunas acacias de tres espinas del género Gleditsia y algunos plátanos de sombra que datan de la década de 1930.

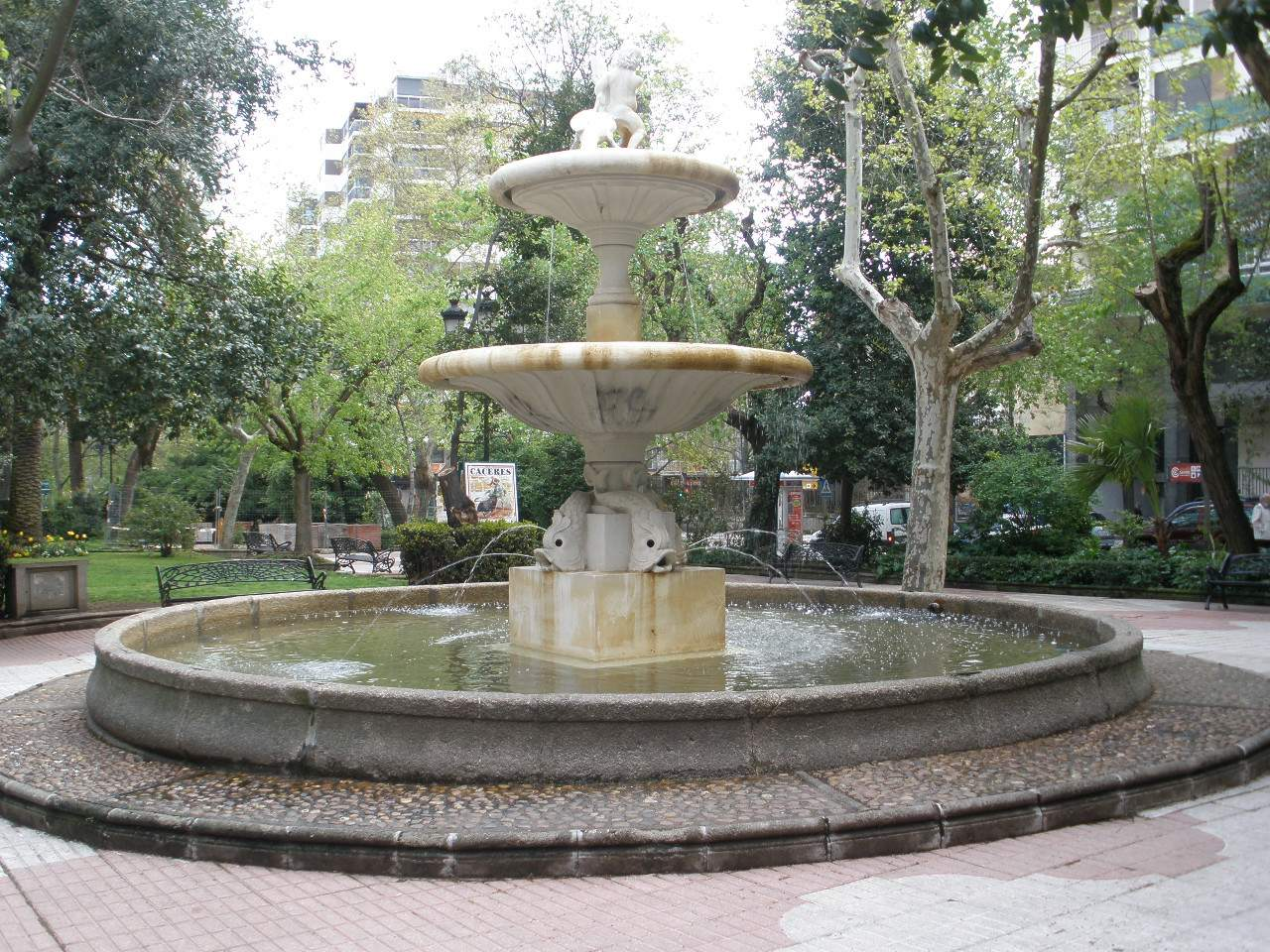
Fuente en el Paseo de Cánovas.

Algunas instalaciones destacables son:
- Templete de la música, de 1887;
- Monumento al diputado Juan Muñoz Chaves, de 1918;
- Monumento al escritor José María Gabriel y Galán, de 1926, obra de Enrique Pérez Comendador;
- Fuente Luminosa, de 1965, separa al paseo de Cánovas del paseo de Calvo Sotelo, otro paseo de la misma avenida;
- Varias fuentes monumentales en el interior.

## Actividad cultural
El paseo de Cánovas es conocido en la ciudad por diversos actos culturales que se hacen aquí a lo largo del año. Algunos ejemplos son:
- Homenaje a Gabriel y Galán, en enero;[9]
- Feria del Libro, en abril;[10]
- Feria de San Fernando, en mayo;[11]
- Extregusta, feria gastronómica, en junio.[12]